# Jan Szymański
Jan Marek Szymański, född den 2 mars 1989, är en polsk skridskoåkare.
Han tog OS-brons i herrarnas lagtempo i samband med de olympiska skridskotävlingarna 2014 i Sotji.